# Rabindranath Tagore

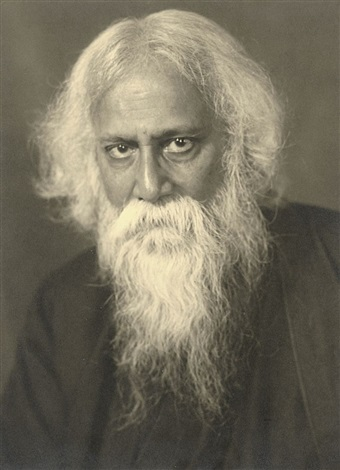
Rabindranath Tagore
Foto: Hugo Erfurth, 1920er Jahre

Rabindranath Tagore bzw. Rabindranath Thakur (bengalisch রবীন্দ্রনাথ ঠাকুর Rabīndranāth Ṭhākur, [ɾobin̪d̪ɾonat̪ʰ ʈʰakuɾ] ⓘ; * 7. Mai 1861 in Kalkutta; † 7. August 1941 ebenda) war ein bengalischer Philosoph, Dichter, Maler, Komponist, Musiker und Brahmo-Samaj-Anhänger in Indien. Tagore erhielt 1913 den Nobelpreis für Literatur und war damit der erste asiatische Nobelpreisträger.
Tagore revolutionierte in einer als „Bengalische Renaissance“ bekannten Zeit die bengalische Literatur mit Werken wie Ghare baire (deutsch Das Heim und die Welt) oder Gitanjali und erweiterte die bengalische Kunst mit einer Unzahl von Gedichten, Kurzgeschichten, Briefen, Essays und Bildern. Er war ein engagierter Kultur- und Sozialreformer sowie Universalgelehrter. Die Kunst seiner Heimat modernisierte er, indem er ihre strikte Struktur und klassische Formensprache gezielt angriff. Zwei seiner Lieder sind heute die Nationalhymnen von Bangladesch und Indien: Amar Shonar Bangla und Jana Gana Mana. Tagore wurde als Gurudeb bezeichnet, ein Ehrentitel, der sich auf Guru und Deva bezieht.

## Leben

### Familiärer Hintergrund
Rabindranath Tagore wurde als jüngstes von vierzehn Kindern in eine traditionsreiche, im indischen Kastensystem hochstehende Brahmanen-Familie geboren. Innerhalb der Brahmanen zählte die Familie jedoch zu den geringgeschätzten Pirali-Brahmanen, deren Vorfahren sich der Überlieferung zufolge angeblich im 15. Jahrhundert durch zu engen Kontakt mit Muslimen verunreinigt hatten. Orthodoxe Brahmanen durften Pirali-Brahmanen nicht heiraten und Anfang des 19. Jahrhunderts nicht einmal eine Mahlzeit mit ihnen zusammen einnehmen. Sein Großvater Dwarkanath (1794–1846) genoss hohes Ansehen in Bengalen, da er nicht nur seinem Wohlstand entsprechend prachtvoll lebte, den er unter anderem dem Opiumhandel nach China verdankte, sondern auch soziale, kulturelle und andere Einrichtungen wie Bildungsstätten unterstützte. Außerdem engagierte er sich in der Reformbewegung Brahmo Samaj persönlich gegen überholte Kastenvorschriften. Auf seiner zweiten Europareise starb er hochverschuldet.
Anders als der Großvater galt Rabindranaths Vater Debendranath (1817–1905) als verschlossen und religiös veranlagt. Er formulierte die Glaubenssätze des Brahmo, die von Ram Mohan Roy, einem Freund Dwarkanath Tagores, ins Leben gerufen worden waren, und wurde zu einer zentralen Figur dieser religiösen Bewegung. Als ältestem Sohn oblag ihm nach dem Tod des Vaters die Verantwortung für die Schuldentilgung; der Familiensitz im zentralen Kalkuttaer Stadtteil Jorasanko, der heute die Rabindra-Bharati-Universität beherbergt, blieb der Familie allerdings erhalten und wurde zu Rabindranaths Geburtshaus. Über Rabindranaths Mutter Sarada Devi (1826?–1875) ist wenig bekannt; sie lebte abgeschlossen in den Frauengemächern des Palastes und ihr Sohn konnte keine enge Beziehung zu ihr entwickeln.

### Kindheit und Jugend
Rabindranath, als Kind „Rabi“ gerufen, wuchs vor allem unter dem Einfluss seiner älteren Geschwister und deren Familien in einem lebendigen, kulturell inspirierenden Umfeld heran. Bedeutenden Einfluss hatten sein ältester Bruder Dwijendranath (1840–1926), ein Lyriker und Philosoph, sowie der zweitälteste Bruder Satyendranath (1842–1923), Sanskrit-Gelehrter und erster Inder, der für den elitären Indian Civil Service (ICS) nominiert wurde. Seine Schwester Swarna Kumari Devi, eine Schriftstellerin, und seine Schwägerin Kadambari waren weitere Bezugspersonen.
Mit vier Jahren wurde Rabindranath eingeschult; sowohl westliche als auch traditionelle indische Traditionen spielten in seiner Erziehung und Ausbildung eine Rolle, er wurde allerdings – anders als die Kinder vieler anderer indischer Familien – in seiner Muttersprache Bengali unterrichtet. Seine Schulzeit beschrieb Tagore später als bedrückend; der Junge war zwar schöpferisch hochbegabt, konnte sich der autoritären Lernumgebung seiner Zeit jedoch nur schwer anpassen. Nach diversen Schulwechseln brach er seine Ausbildung mit 14 Jahren ohne Abschluss ab.
Wichtige Einflüsse auf die künstlerische Bildung Rabindranaths hatte sein Bruder Jyotirindranath (1849–1925), dessen liberale Erziehungsmethoden dem Jungen mehr lagen. Mit acht Jahren schrieb er erste Gedichte; Werke, die er mit zwölf Jahren schrieb, wurden auch bereits publiziert.
Nach seinem Upanayana-Ritual, einem wichtigen hinduistischen Initiationsritus, begleitete Rabindranath 1873 seinen Vater, der sich inzwischen fast ausschließlich der Religion widmete, auf eine längere Reise. Sie besuchten zunächst einen kleinen Familienbesitz bei Bolpur, außerdem den Goldenen Tempel in Amritsar und den Himalaya. Rabindranath war tief beeindruckt von den Naturschönheiten Bengalens, er hatte bislang kaum sein engeres Wohnumfeld in Kolkata verlassen. Dabei kam er auch erstmals in engeren Kontakt mit seinem Vater, der ihm unter anderem Sanskrit beibrachte, ansonsten aber die lange vermisste Freiheit ließ.
Nach seiner Rückkehr nach Kalkutta hielt es Rabindranath nicht mehr lange im engen Bildungskorsett; drei Jahre nach seinem Schulabbruch schickte man ihn 1878 mit seinem Bruder Satyendranath nach England, um Jura zu studieren. Er besuchte zunächst in Brighton eine Schule, hörte dann an der University of London Vorlesungen in Literatur und nahm am gesellschaftlichen Leben teil. Ein Studium schloss er jedoch nicht ab; nach 17 Monaten rief ihn die Familie deshalb zurück nach Indien. Sein enger Kontakt zur westlichen Kultur beeinflusste Rabindranath später in seinen lyrischen und musikalischen Werken, er fand neue Formen, in denen er das beste aus beiden Welten miteinander verwob. So verband er etwa in seinem ersten musikalischen Spiel Das Genie des Valmiki (1881) irische Volkslieder mit klassischer indischer Musik.

### Familienleben und frühes literarisches Werk

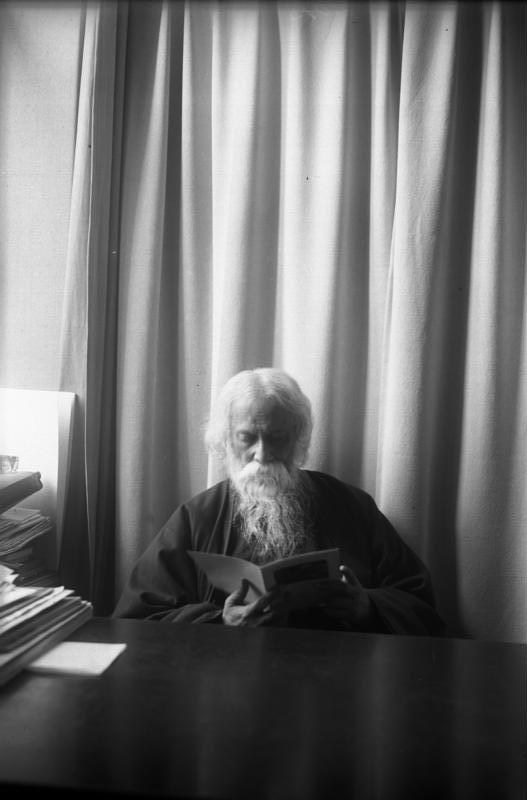
Tagore, 1930

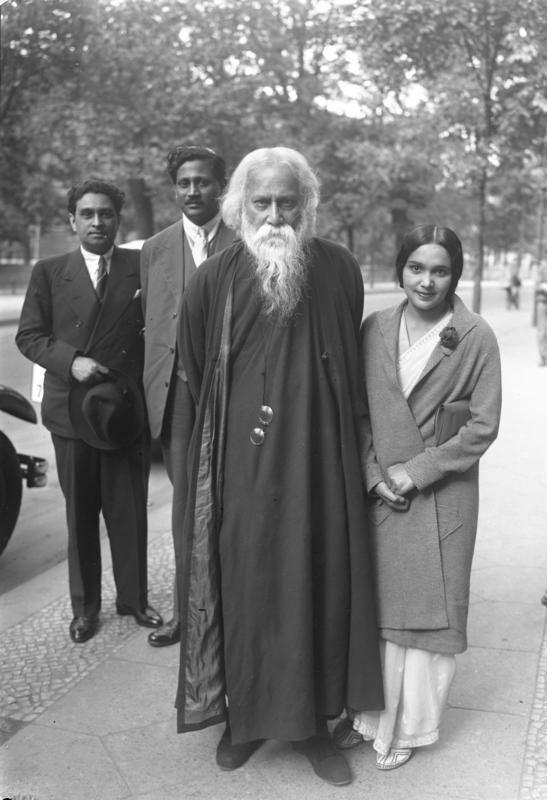
Rabindranath Tagore, 1931

Um seinem unsteten Leben eine feste Basis zu geben, verheiratete seine Familie ihn 1883 mit der zehnjährigen Bhabatarini (Mrinalini) Devi (1874–1902) aus Jessore, ebenfalls aus einer Pirali-Brahmanenfamilie; sie war die Tochter eines Angestellten auf den elterlichen Plantagen, die kaum formale Schulbildung genossen hatte, aber bis zu ihrem frühen Tod mit 28 Jahren an Rabindranaths Schaffen (zum Beispiel bei Theateraufführungen) lebhaft Anteil nahm. Das Ehepaar hatte fünf Kinder, von denen drei bereits in frühen Jahren starben.
Rabindranath bereiste sowohl alleine als auch mit seiner Familie Nordindien und erlebte eine Phase hoher schöpferischer Produktivität. Als Lyriker und Dramatiker wurde er ein Pionier der bengalischen Bühnenkunst; erst 1872 war in Kalkutta ein erstes öffentliches Theater gegründet worden. Von 1881 bis 1890 schrieb Rabindranath neun Dramen, die alle aufgeführt wurden. Dabei wurden die weiblichen Rollen allesamt auch von Frauen (meist seiner eigenen Familie) gespielt – ein Novum und Tabubruch in der bengalischen Gesellschaft seiner Zeit.
Unter dem Einfluss seines Vaters betätigte sich Tagore ab 1884 für die Brahmo-Bewegung; er verfasste Lieder und Essays, in denen er gegen die damals übliche Kinderheirat polemisierte und den eher konservativen Hinduismus angriff, wie ihn der Dichter Bankim Chandra Chattopadhyay vertrat.
Als sich 1884 Rabindranaths Schwägerin Kadambari aus ungeklärten Gründen das Leben nahm, traf ihn dies zutiefst. Der Tod einer seiner wichtigsten Bezugspersonen aus frühester Kindheit beeinflusste über lange Jahre sein Werk.

### Reformen im dörflichen Leben: Shilaida
Nachdem Rabindranath im Jahr 1890 seine zweite Englandreise frühzeitig abgebrochen hatte, übernahm er die Verwaltung der familiären Landgüter in Shilaidaha im Nordosten Bengalens (heute Bangladesch). Er war auf dem Weg zum führenden Lyriker Bengalens, hatte aber bis dahin noch nichts zum familiären Lebensunterhalt beitragen müssen. Er nahm aktiv am öffentlichen Leben teil und wurde 1894 Vizepräsident der Bengalischen Literaturakademie.
Das dörfliche Leben beschrieb Rabindranath in ausführlichen und leidenschaftlichen Briefen; er entdeckte im dörflichen, naturnahen Leben seine eigenen Wurzeln. Er verfiel jedoch nicht in unkritische Nostalgie, sondern begann, seine Kraft für die Entwicklung der ländlichen Region einzusetzen. Zu seinen Errungenschaften gehörten die Gründung von Banken und Genossenschaften, Schulen, Krankenhäusern und der Bau von Verkehrswegen.
Literarisch entwickelte Rabindranath in dieser Zeit die Gattung der bengalischen Novelle und wurde ihr bedeutendster Vertreter. Inhaltlich flossen bis dato unbekannte Motive in die Kurzprosa ein: das bäuerliche Leben und dessen Armut, aber auch das Leben in der Großfamilie, die zerbrechliche Beziehung der Geschlechter darin und soziale Missstände. Eine der Geschichten ist die im Jahr 1891 entstandene und sehr bekannt gewordene Novelle Der Postmeister, die von Satyajit Ray 1961 in Drei Töchter eindrucksvoll verfilmt wurde. Diese Epoche ist insgesamt vom erwachenden indischen Nationalgefühl geprägt, sodass die Geschichten auch Kritik an den britischen Kolonialherren enthalten.
Zur Zeit der Jahrhundertwende entstanden die Novelle Das zerstörte Nest (1901) und der Roman Sand im Auge (1901), die beide die nur scheinbar heile Welt der indischen Großfamilie zum Thema haben und deren Hintergründe sozialkritisch beleuchten. Trotz des reichen Prosaœvres dieser Zeit schuf Rabindranath parallel davon mehrere Gedichtbände (z. B. Das Goldene Boot (1894) und Die Wunderbare (1896)), in denen er ebenso wie in seiner Prosa durch neuartige Sprache und Form die alten Konventionen aufbrach.

### Bildungsreformen, nationale Bewegung: Shantiniketan
Nach seinen eigenen negativen Erfahrungen mit dem indischen Schulsystem machte sich Rabindranath die Erziehung seiner Kinder zur persönlichen Aufgabe. Er unterrichtete oft selbst und bildete auch die von ihm engagierten Privatlehrer weiter. Trotz seines Einsatzes gegen die Kinderheirat in Indien verheiratete Rabindranath, dessen Frau beim Eheschluss selbst erst zehn Jahre alt gewesen war, seine beiden älteren Töchter bereits im Alter von zwölf und vierzehn Jahren, eine Entscheidung, für die er später oft kritisiert wurde.
Die Familie zog 1901 auf den Familienbesitz Shantiniketan bei Bolpur, 150 Kilometer nordwestlich von Kolkata. Für seine zweite Lebenshälfte sollte der Ort in karger Landschaft sein Wohnort bleiben. Im Dezember 1901 gründete er dort eine Schule, in der sein ältester Sohn sowie zunächst vier weitere Kinder unterrichtet wurden.
Unterbrochen wurden seine pädagogischen Bestrebungen 1901 von politischen Unruhen in Bengalen. Mit den Mitteln eines Schriftstellers beteiligte Rabindranath sich an der politischen Bewegung; so schrieb er etwa ein Protestlied gegen die Teilung Bengalens 1905 durch Lord Curzon, den Vizekönig von Indien, und führte eine Demonstration an. Sein Engagement blieb jedoch gemäßigt und wurde nie chauvinistisch oder fundamentalistisch. Nach fünf Jahren zog sich Rabindranath nach Shantiniketan zurück und widmete sich erneut seiner pädagogischen und literarischen Arbeit, was ihm von einigen Seiten als „Verrat an der nationalen Sache“ ausgelegt wurde.
Todesfälle in der engsten Familie trafen Rabindranath zu Beginn des Jahrhunderts in kurzen Abständen: 1902 starb seine Frau Mrinalini nach 19-jähriger Ehe, wenige Monate später folgte 1903 seine zweitälteste Tochter Renuka („Rani“), die an Tuberkulose erkrankt war. Sein jüngster Sohn Samindranath starb 1907 an Cholera, und 1905 musste Tagore Abschied von seinem 87-jährigen Vater nehmen. Die älteste Tochter, Madhurilata („Bela“), verstarb 1918.
Trotz des politischen Engagements, privater Schicksalsschläge und nicht zuletzt finanzieller Engpässe entstand in Shantiniketan in dieser Zeit eine Schule neuer Art, die sich vom britischen Schulsystem emanzipierte und an dem hinduistischen Brahmacharya-Ideal orientierte: Kinder lebten – meist im Freien – mit ihrem Guru (Lehrer) zusammen und lernten intuitiv und durch Vorbilder. Rabindranath fand Mitarbeiter, die ihn unterstützten und lebte selbst in der Gemeinschaft, die 1908 aus 50 Personen bestand, einschließlich der Diener. Rabindranaths in dieser Periode entstandene Schulbücher gehören bis heute zur Pflichtlektüre in Bengalen.

### Auslandsreisen und Nobelpreis
1912 brach der Dichter mit Sohn Rathindranath zu einer 16-monatigen Reise nach England und in die USA auf, die seiner angegriffenen Gesundheit Erholung und ihm Inspiration bringen sollte. Vor und während der Reise übersetzte er einige seiner Gedichte ins Englische – bis zu dieser Zeit war sein Werk in Europa fast völlig unbekannt. In London trafen Vater und Sohn mit einer Reihe bekannter Künstler und Intellektueller zusammen, darunter William Butler Yeats, Ezra Pound, George Bernard Shaw und Ernest Rhys. Yeats redigierte Tagores Gedichte und sorgte zusammen mit Rabindranaths Gastgeber William Rothenstein, einem Maler, und Arthur Fox Strangways für die Herausgabe des Gedichtbandes Gitanjali bei der India Society (1913 im Verlag Macmillan veröffentlicht). Rabindranaths insgesamt 103 Übersetzungen für diesen Band hielten sich nicht an die Versform des Originals, sondern sind in einer rhythmischen Prosa verfasst und oftmals sehr frei am Original orientiert. Die für europäische Leser völlig unbekannte Metaphorik beeindruckte die Ersthörer seiner Gedichte in England zutiefst.
Zwei weitere Gedichtbände folgten in kurzer Folge 1913, teils von Rabindranath selbst, teils von bengalischen Mitarbeitern mehr oder weniger gelungen ins Englische übersetzt und von ihm autorisiert. Die Rezeption seiner Werke war in Europa allerdings klischeehaft; Rabindranath wurde als „mystischer Heiliger aus dem Osten“ angesehen, was er in seiner Heimat nie war oder sein wollte – im Gegenteil hatte er ja stets eine kritische Haltung gegenüber dem traditionellen Hinduismus eingenommen. Allerdings distanzierte er sich auch nicht sehr vehement von der Rolle, die man ihm in Europa zuwies. Ein Grund hierfür mag sein, dass Rabindranath durch seine Mitgliedschaft in einer Freimaurerloge, in die er „bereits in jungen Jahren initiiert“ worden war, durchaus einen Zugang zu jenen esoterischen Vorstellungen hatte, die manche mit ihm verbanden. 1924 wurde er in den 33. (und damit höchsten) Grad der Freimaurerei nach dem Schottischen Ritus (AASR) aufgenommen.
Nach einem halbjährigen Aufenthalt in den USA, wo er sich vor allem erholte und einige Vorträge hielt, kehrte Rabindranath im April 1913 noch einmal nach England zurück, bevor er im Oktober 1913 nach Indien heimkehrte. Dort erfuhr er Mitte November, dass ihm für den Gedichtband Gitanjali der Nobelpreis für Literatur zuerkannt worden war:

„Auf Grund der tiefen und hohen Beziehung sowie der Schönheit und Frische seiner Dichtungen, die auf eine glänzende Weise sein dichterisches Schaffen auch in dessen eigentümlichem englischen Gewand der schönen Literatur des Abendlandes einverleibt.“

In seiner Heimat wurde Rabindranath nach der Bekanntgabe trotz aller vormaligen Kritik enthusiastisch gefeiert – der neue Ruhm belastete den Dichter jedoch bald:

„Der enorme Wirbelwind öffentlicher Erregung […] ist entsetzlich. Es ist fast so schlimm, als ob man eine Blechdose an den Schwanz eines Hundes bindet, so daß er nirgendwo hinlaufen kann, ohne Lärm zu machen und Menschenmengen zu versammeln.“

### Weltweiter Ruhm und Reisetätigkeit

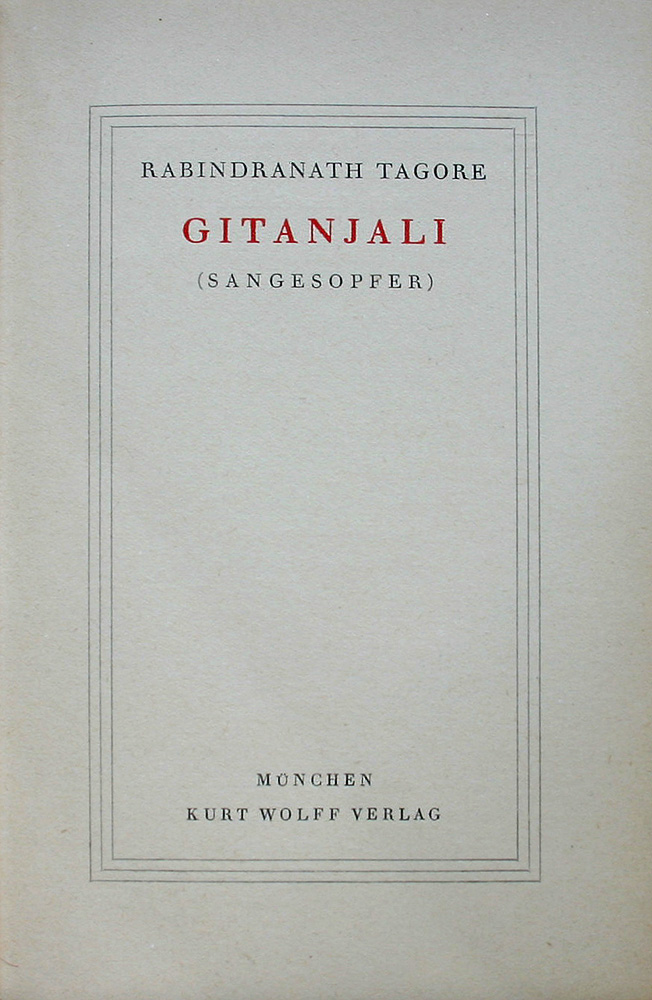
Innen-Titelblatt des Gedichtbandes Gitanjali, Ausgabe von 1921, Kurt Wolff Verlag München

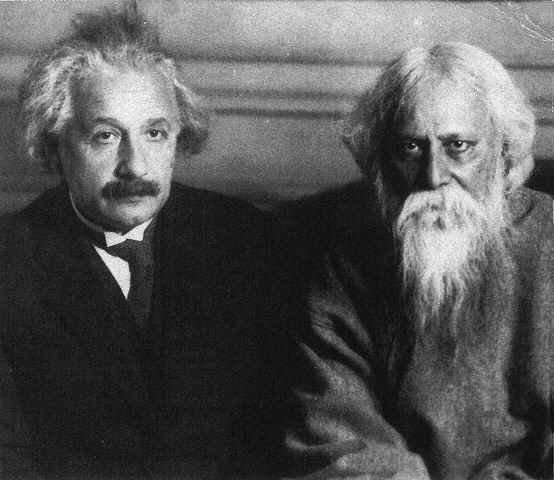
Albert Einstein und Rabindranath Tagore, 1930

Von 1914 bis 1921 erschienen über 20 Bücher mit Rabindranaths Werken in englischer Sprache; in weitere europäische Sprachen wurde nicht aus dem Bengalischen, sondern aus dem Englischen übersetzt. Eine achtbändige deutschsprachige Werkausgabe publizierte der Kurt Wolff Verlag im Herbst 1921.
Der wachsende Ruhm in Asien und Europa motivierte Rabindranath, sein Aschram-Bildungsideal zum Vishva-Bharati auszuweiten, einer Bildungseinrichtung, die Begegnung und Verschmelzung unterschiedlicher – zunächst nur asiatischer – Kulturen zum Ziel hatte.
Auf insgesamt neun Vortragsreisen durch Asien, Europa und Amerika plädierte er für eine Synthese der positiven Elemente östlichen und westlichen Denkens. In Asien lag sein Fokus dabei auf der Bildung eines neuen Selbstbewusstseins durch die den Menschen innewohnende „spirituelle Kraft“, die er dem „materiellen Westen“ gegenüberstellte, sowie der Einheit der asiatischen Völker. Auf seinen Reisen durch Europa und Amerika warb er für seine neue Schule in Shantiniketan und sammelte auch Geld für deren Unterhalt. 1921 konnte mit dem Unterricht begonnen werden.

„Die bedeutendste aller Tatsachen des gegenwärtigen Zeitalters ist, daß sich der Osten und der Westen begegnet sind.“

Im selben Jahr besuchte der Dichter auch Deutschland – die erste von insgesamt drei Reisen (1921, 1926 und 1930), auf denen er auch mit Karl Buschhüter, den Brüdern Karl und Robert Oelbermann sowie Gustav Wyneken auf Burg Waldeck (Hunsrück) (Nerother Wandervogel) zusammentraf. Während ihm das Publikum in Deutschland große Begeisterung entgegenbrachte und seine Vorträge stets sehr gut besucht waren, erhielt er von deutschen Kollegen – etwa Thomas Mann – wenig bis überhaupt keine positive Resonanz. Rainer Maria Rilke ist jener moderne Klassiker, der unter den Deutschen Tagore am nächsten stand und ihn schon vor seinem über Nacht entstandenen Ruhm verehrte. Aus seinen Briefen ist bekannt, dass Rilke begeistert war von Tagores 1912 entstandener englischer Gedichtsammlung „Gitanjali“, die er in André Gides französischer Übersetzung las. Er fasste daraufhin Kurt Wolffs Vorschlag, Gitanjali ins Deutsche zu übersetzen, ernsthaft ins Auge. Schließlich lehnte er aber den Vorschlag ab, weil er seine Kenntnisse des Englischen für unzulänglich hielt. Tagore traf 1930 zweimal mit Albert Einstein zusammen. Ein Foto zeigt ihn auf der Jugendburg Hohnstein am 17. Juni 1930, ein weiteres im Einsteinhaus Caputh. Am 7. Juli 1926 besuchte Tagore Romain Rolland in Villeneuve. 1931 gaben Tagore und Gandhi zugunsten der zu gründenden europäisch-asiatischen Weltbibliothek alle Übersetzungsrechte an Emil Roniger ab.
1915 erhielt Tagore von König Georg V. einen Adelstitel, den er 1919 aus Protest gegen das britische Massaker in Amritsar wieder zurückgab. Sein Aufenthalt in England 1921 war deshalb eher von Gleichgültigkeit und Distanziertheit geprägt.
1921 besuchte er in Darmstadt Hermann Graf Keyserling und in Friedrichsruh Fürstin von Bismarck.
Im Juli 1927 begann Tagore eine dreieinhalb Monate dauernde Rundreise durch Südostasien, die ihn nach Singapur, Java, Bali und auf der Rückreise über das damalige Siam (Thailand) führte. Ein ideologischer Anknüpfungspunkt war eine der Bengalischen Renaissance vergleichbare Kulturbewegung auf Java, die sich Boedi Oetomo („edelstes Streben“) nannte. Die 1908 von Raden Soetomo (1888–1938) gegründete elitäre Organisation, die nur Indonesiern offenstand, sah in Tagore ein Vorbild für die erstrebte Kombination aus westlichem Bildungsideal und eigener nationaler Identität.

### Spätwerk, Krankheit, Tod

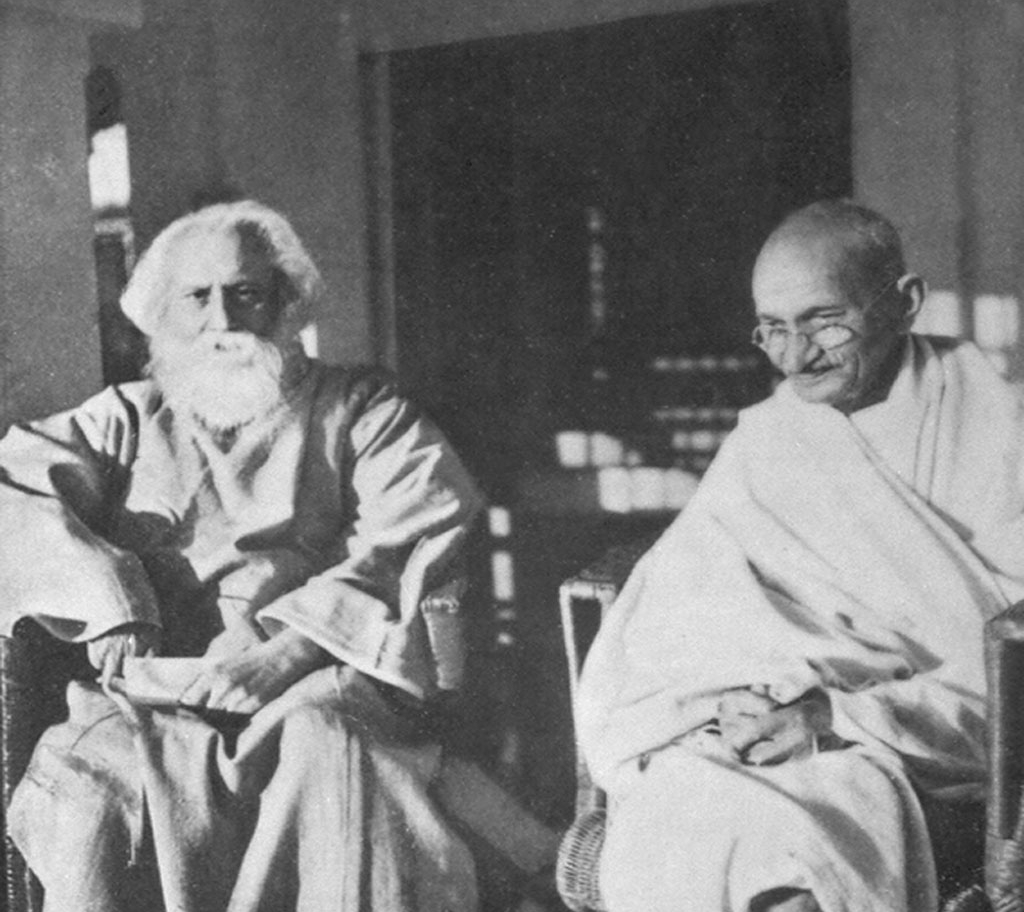
Tagore und Gandhi (1940)

Trotz der ausgedehnten Reisen und Rabindranaths Verpflichtungen in Shantiniketan entstanden in den Jahrzehnten nach der Nobelpreisverleihung zahlreiche Werke, darunter zwei große Romane (Vier Teile, Zuhause und draußen; jeweils im Jahre 1916) sowie Dramen und Gedichte. 
Rabindranath reiste, auch als die Zeit der großen Weltreisen hinter ihm lag, noch häufig mit seinen Schülern durch ganz Indien, um Spenden für seine Schule zu sammeln. Die Gedichtbände seiner letzten Jahre gelten auch heute noch als bedeutend.
Er war gegen den britischen Kolonialismus. 1933 schrieb er zum 100. Todestag von Ram Mohan Roy das englische Gedicht Freiheit von Angst … für mein Mutterland - Freedom of fear … I claim for you, my Motherland. Darin ruft er die Inder auf, ihr Denken von der Unterwerfung unter die Vergangenheit und die Gewohnheit zu befreien:

„Freiheit von Angst ist die Freiheit,/ die ich für mein Mutterland fordere!/ Freiheit von der Last der Jahrhunderte, die dich niederdrücken,/ dir das Rückgrat brechen, dich blind machen für die/ Verheißungen der Zukunft;/ Freiheit von den Fesseln des Schlafs, mit denen du dich/ in der Stille der Nacht festkettest,/ erfüllt von Mißtrauen gegen den Stern, der von den/ abenteuerlichen Wegen der Wahrheit erzählt;/ Freiheit von der Anarchie des Schicksals.// Volle Segel werden blinden, ungewissen Winden überlassen/ und das Ruder einer Hand, die so starr und kalt ist wie der Tod./ Freiheit von den Zumutungen einer Marionettenwelt/ in der alle Bewegungen durch hirnlose Fäden ausgelöst werden,/ wiederholt aufgrund gedankenloser Gewohnheiten, einer Welt, in der Figuren geduldig und gehorsam/ auf den Puppenspieler warten, auf dass er sie zu einer Illusion von Leben erwecke.“

Zwei schwere Krankheiten (1937 und 1940) ließen bereits um sein Leben fürchten; seine Erfahrungen dieser Zeit beschrieb der Dichter in zwischen 1938 und 1941 erschienenen Gedichtbänden. Der Zweite Weltkrieg entfremdete ihn der europäischen Kultur, in seiner letzten Rede hieß es dennoch:

„Doch es ist eine Sünde, den Glauben an den Menschen zu verlieren; diesen Glauben werde ich bis zuletzt retten.“

Nach einer fehlgeschlagenen Operation im Juli 1941 starb Rabindranath am 7. August 1941 in seinem Geburtshaus.

## Malerei
Im Alter von über 60 Jahren, also in den 1920er Jahren, nach anderen Quellen bereits um 1907, wandte er sich der Malerei zu. Unbelastet von akademischen Diskursen um Ästhetik und Maltechnik entstanden phantasiereiche, poetische und teils symbolistische Zeichnungen und Gemälde. Bei einigen zeitgenössischen Künstlern stießen diese auf Unverständnis und Ablehnung, aber die folgende Künstlergeneration sah ihn als Vorbild an. Inzwischen gilt er als „Vater der modernen Kunst Indiens“.
Aquarelle und Zeichnungen von ihm zeigte 1930 die Galerie Ferdinand Möller in Berlin-Schöneberg; anschließend überließ Tagore in einem Brief an Ludwig Justi der Nationalgalerie ausgewählte Bilder als Geschenk.

## Literarisches Werk

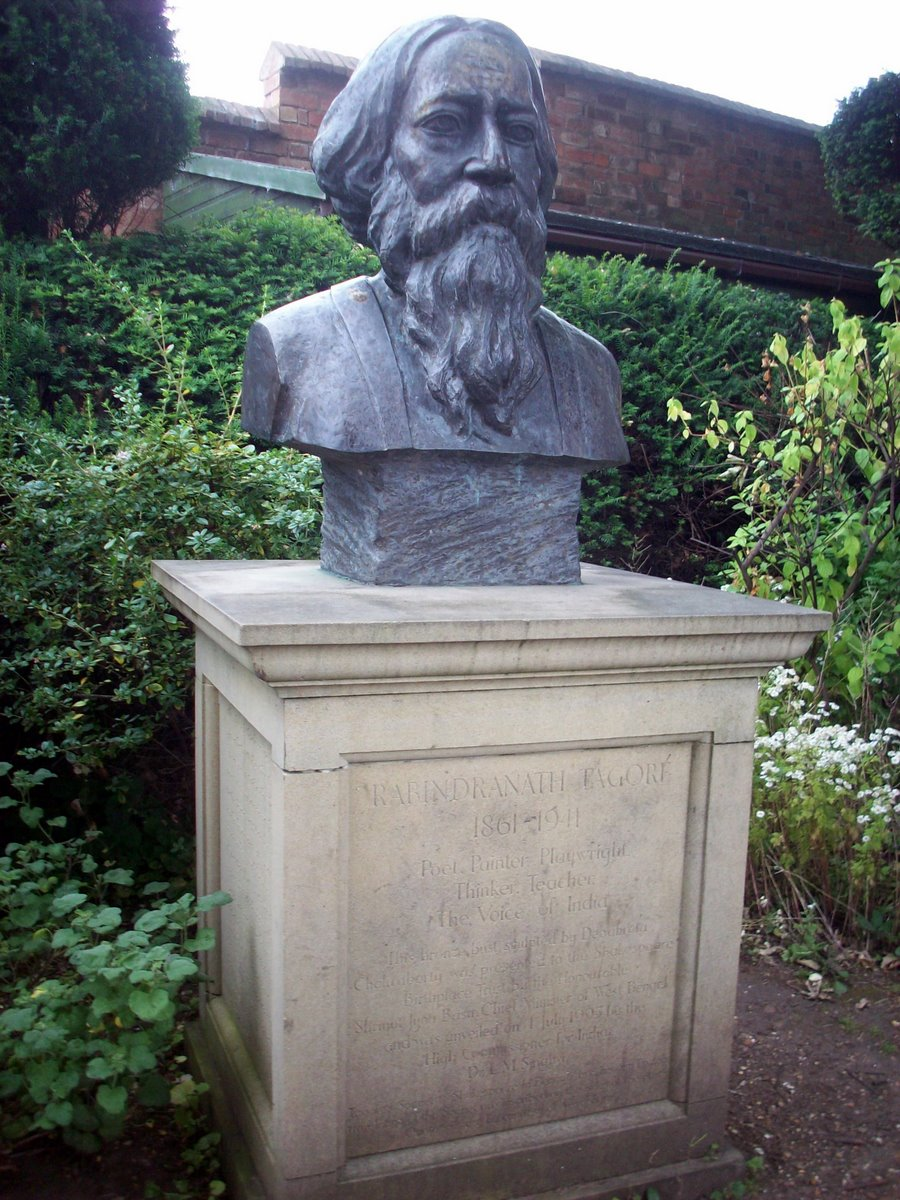
Büste von Rabindranath Tagore, Stratford-upon-Avon

### Dramen
- 1881 Valmiki Pratibha (বাল্মিকী প্রতিভা, engl. The Genius of Valmiki)
- 1890 Visarjan (বিসর্জন, dt. Das Opfer, engl. The Sacrifice)
- 1892 Chitrangada (dt. Chitra 1914)
- 1910 Raja (রাজা, dt. Der König der dunklen Kammer 1919, engl. The King of the Dark Chamber)
- 1910 Achalayatan (dt. Das Haus der Starrheit)
- 1912 Dak Ghar (ডাকঘর, dt. Das Postamt 1918, engl. The Post Office)
- 1920 dt. Das Opfer und andere Dramen
- 1922 Muktadhara (মুক্তধারা, engl. The Waterfall)
- 1926 Raktakaravi (রক্তকরবী, engl. Red Oleanders)
- 1926 Natir puja (dt. Das Opfer des Tanzmädchens)

### Gedichte
- 1890 Manasi (মানসী, engl. The Ideal One)
- 1894 Sonar Tari (সোনার তরী, engl. The Golden Boat)
- 1899 Kalpana (dt. Träume)
- 1910 Gitanjali (গীতাঞ্জলি, dt. Sangesopfer 1914, engl. Song Offerings 1912)
- 1913 The Gardener (dt. Der Gärtner 1914)
- 1914 Gitimalya (গীতিমাল্য, engl. Wreath of Songs)
- 1916 Balaka (বলাকা, engl. The Flight of Cranes)
- 1935 Patraput (dt. Eine Handvoll Blätter)
- 1941 Shesh lekha (dt. Letzte Stücke)
- 1915 Der zunehmende Mond
- 1918 Fruchtlese
- 1920 Die Gabe des Liebenden

### Romane
- 1887 Rajarji (dt. Der heilige König)
- 1901 Nastanirh (নষ্টনীড়, engl. The Broken Nest, dt. Das zerstörte Nest 1989)
- 1902 Chokher bali (dt. Sandkörnchen im Auge 1968)
- 1910 Gora (গোরা, engl. Fair-Faced)
  - Gora, übersetzt von Helene Meyer-Franck, Kurt Wolff Verlag, München 1924; neu übersetzt von Gisela Leiste, Volk und Welt, Berlin 1980, Neuausgabe bei Beck, München 1988, ISBN 3-406-31738-3
- 1916 Ghare baire (ঘরে বাইরে, engl.The Home and the World)
  - deutsch: Das Heim und die Welt, übersetzt von Helene Meyer-Franck, Kurt Wolff Verlag, München 1920; neu übersetzt von Emil und Helene Engelhardt, Hyperion-Verlag, Freiburg 1962
- 1929 Yogayog (যোগাযোগ, engl. Crosscurrents)

### Erzählungen
- 1891 Der Postmeister
- 1894 Megh o raudra (dt. Wolke und Sonne 1963)
- 1920 Erzählungen
- 1925 Meine Lebenserinnerungen Nach der von Rabindranath Tagore selbst veranstalteten englischen Ausgabe ins Deutsche übertragen von Helene Meyer-Franck. Kurt Wolff, München 1925
- 1930 Aus indischer Seele

### Essays
- 1894 Imrajer itanka (dt. Die Furcht des Engländers)
- 1898 Kantharodh (dt. Geknebelt)
- 1912 Jivansmriti (জীবনস্মৃতি, engl. My Reminiscences 1943)
- 1917 Nationalism
  - deutsch: Nationalismus, übersetzt von Helene Meyer-Franck, Neuer Geist-Verlag, Leipzig 1918
  - deutsch: Nationalismus, übersetzt von Joachim Kalka, Berenberg, Berlin, 2019, ISBN 978-3-946334-60-6
- The Religion of Man, Schriftenreihe The Hibbert Lectures, Allen and Unwin, London 1931; Nachdruck bei Monkfish Press, Rhinebeck, N.Y. 2004
  - deutsch: Die Religion des Menschen, übersetzt von Emil Engelhardt, Hyperion, Freiburg 1962
- 1941 Sabhyatar sankat (dt. Die Krise der Zivilisation)
- 1921 Sādhanā. Der Weg zur Vollendung. Einzig autorisierte deutsche Ausgabe. Nach der von Tagore selbst veranstalteten englischen Ausgabe ins Deutsche übertragen von Helene Meyer-Franck. Kurt Wolff Verlag, München 1921*
- 1932 Man the Artist, Baroda State Press, Baroda 1932; ein lange verschollener Text, zu lesen auf der Website bei Parabaas
- 1940 Chhelebela (ছেলেবেলা, engl. My Boyhood Days 1991)

### Deutschsprachige Ausgaben, aus dem Original übersetzt
- Gisela Leiste (Übersetzerin): Rabindranath Tagore: Stücke. Chitrangoda, Roter Oleander, Der Wagen der Zeit, Das Reich der Karten; Lotos Werkstatt, Berlin, 2016, ISBN 978-3-86176-056-6.
- Martin Kämpchen (Hrsg.): Rabindranath Tagore: Gesammelte Werke. Lyrik, Prosa, Dramen; Düsseldorf, 2005, ISBN 3-538-05437-1.
- Martin Kämpchen (Ausgewählt und aus dem Bengalischen): Rabindranath Tagore. Gedichte und Lieder. Insel Verlag, Berlin 2011, ISBN 978-3-458-17501-8.
- Elisabeth Wolff-Merck (Übersetzerin): Chitra. Ein Spiel in einem Aufzug. Draupadi, Heidelberg 2011, ISBN 978-3-937603-51-3.
- Nirmalendu Sarkar (Übersetzer): Der Ruf der weiten Welt. Erzählungen. Draupadi, Heidelberg 2014, ISBN 978-3-937603-92-6.

### Weitere deutschsprachige Ausgaben
- Dušan Zbavitel (Hrsg.), Christiane Agricola (Übers.), Gisela Leiste (Übers.), Gisela Petersen (Übers.): Rabindranath Tagore: Ausgewählte Werke. Die goldene Gazelle. Kurzgeschichten. Verlag Volk und Welt, Berlin 1987, ISBN 3-353-00220-0.

## Filme

### Regie
Rabindranath Tagore führte 1932 bei der Abfilmung einer Aufführung seines Stückes Nadir Puja selbst Regie.

### Musik (Lieder)
Lieder und vertonte Gedichte von Tagore fanden unter anderem Verwendung in:
- Mukti (1937) – Regie: Pramathesh Chandra Barua
- Bicharak (1959) – Regie: Prabhat Mukherjee
- Khokababur Pratyabartan (1960) – Regie: Agradoot
- Meghe Dhaka Tara (1960) – Regie: Ritwik Ghatak
- Teen Kanya (1961) – Regie: Satyajit Ray
- Rabindranath Tagore (1961) – Regie: Satyajit Ray (Dokumentation)
- Subarnarekha (1962) – Regie: Ritwik Ghatak
- Charulata (1964) – Regie: Satyajit Ray
- Apanjan (1968) – Regie: Tapan Sinha
- Mon-Niye (1969) – Regie: Salil Sen
- Kuheli (1971) – Regie: Abhimanyu
- Nimantran (1971) – Regie: Tarun Majumdar
- Anindita (1972) – Regie: Hemanta Mukherjee
- Bigalita Karuna Jahnabi Jamuna (1972) – Regie: Hiren Nag
- Shriman Prithviraj (1972) – Regie: Tarun Majumdar
- Bon Palashir Padabali (1973) – Regie: Uttam Kumar
- Bikele Bhorer Phool (1974) – Regie: Piyush Bose
- Bisarjan (1974) – Regie: Bireshwar Bose
- Saheb (1981) – Regie: Bijoy Bose
- Raj Bodhu (1982) – Regie: Partha Prathim Choudhury
- Das Heim und die Welt (1984) – Regie: Satyajit Ray
- Kony (1984) – Regie: Saroj De
- Bhalobasha Bhalobasha (1985) – Regie: Tarun Majumdar
- The Mahabharata (1989) – Regie: Peter Brook
- Path-o-Prasad (1991) – Regie: Tarun Majumdar
- Pita (1991) – Regie: Govind Nihalani
- Where The Hell Is Matt? (2008) – bekanntes YouTube-Video von Matt Harding – der Song wurde von Garry Schyman dafür komponiert als „Praan“ und von der 17-jährigen Palbasha Siddique gesungen – Basis dafür ist Tagores Gedicht „Stream of Life = Strom des Lebens“ aus Gitanjali
- „Der Gärtner“, Lyrische Szenen nach einer Vorlage von Rabindranath Tagore, komponiert von Wolfgang Meyer-Tormin für Orchester, Rezitation, Chor und Bühne in 6 Bildern
- "Beyond the Garden" - Liederzyklus von C. René Hirschfeld nach ausgewählten Gedichten aus "Gítanjali" und "The Gardener" für Tenor und Klavier

### Werkverfilmungen
- Maanbhanjan (1923) – Regie: Naresh Mitra
- Balidan (1927) – Regie: Naval Gandhi
- Giribala (1929) – Regie: Modhu Bose
- Naukadubi (1932) – Regie: Naresh Mitra
- Chirakumar Sabha (1932) – Regie: Premankur Atorthy
- Gora (1938) – Regie: Naresh Mitra
- Chokher Bali (1938) – Regie: Satu Sen
- Kabuliwala (1956) – Regie: Tapan Sinha
- Matharkula Manikkam/Charanadasi (1956, Tamil/Telugu) – Regie: T. Prakash Rao
- Kshudista Pashan (1960) – Regie: Tapan Sinha
- Teen Kanya (1961) – Regie: Satyajit Ray (darin die Verfilmung der Erzählung Der Postmeister)
- Kabuliwala (1961) – Regie: Hemen Gupta
- Charulata (1964) – Regie: Satyajit Ray
- Atithi (1965) – Regie: Tapan Sinha
- Das Heim und die Welt (Ghare Bāire, 1984) – Regie: Satyajit Ray
- Chokher Bali (2003) – Regie: Rituparno Ghosh

## Hörspiele
- 1924: Rezitations-Abend: Das Postamt – Regie: Nicht angegeben (Südwestdeutscher Rundfunkdienst (SÜWRAG))
  - Sprecher: Rose Weber und Ben Spanier
- 1925: Das Postamt. Ein Bühnenspiel – Regie: Heinz Hilpert (SÜWRAG)
  - Sprecher: Karl Luley, Kundry Siewert, Konstanze Menz, Hermann Kner, Heinz Hilpert, Fritz Odemar u. a.
- 1926: Das Postamt – Regie: Nicht angegeben (WEFAG)
  - Sprecher: Nicht angegeben
- 1926: Das Postamt. Ein Bühnenspiel – Regie: Hans Bodenstedt (NORAG)
  - Sprecher: Karl Pündter, Ida Orloff, Maria Lorenz, Carl Blankenstein, Otto Eppens, Karl Wüstenhagen u. a.
- 1927: Das Postamt – Regie: Kurt Lesing (ORAG)
  - Sprecher: Nicht angegeben
- 1927: Der König der Dunklen Kammer – Regie: ? Hardt (WERAG)
  - Sprecher: N. N.
- 1947: Das Postamt – Bearbeitung (Wort) und Regie: Oskar Nitschke (Radio Stuttgart)
  - Sprecher: Michael Konstantinow, Martin Anders, Ursula Stanescu, Walter Thurau, Ferry Dittrich, Harald Mannl u. a.
- 1949: Das Postamt – Regie: Nicht angegeben (SR DRS)
  - Sprecher: Nicht angegeben
- 1950: Das Postamt – Regie: Inge Möller (RB)
  - Sprecher: Justus Ott, Hans Anton Oeggl, Dorli Krüger, Gillis van Rappard, Wolfgang Engels, Herbert Steinmetz u. a.
- 1951: Das Postamt – Bearbeitung (Wort): Gisa von Gleis; Komposition: Boris Blacher; Regie: Alice Decarli (RIAS)
  - Sprecher: Franz Nicklisch, Bernd Rainer Bonkowski, Margot Leonard, Albert Johannes, Kurt Mikulski, Franz Weber u. a.
- 1954: Der Brief des Königs – Regie: Cay Dietrich Voss (NWDR Hamburg)
  - Sprecher: Kurt Ehrhardt, Andreas von der Meden, Peter Paul, Ludwig Anschütz, Max du Menil, Rolf Boysen u. a.
- 1956: Das Postamt – Bearbeitung (Wort), Komposition und Regie: Winfried Zillig (HR)
  - Sprecher: Heinz Leo Fischer, Andreas von der Meden, Gudrun Gewecke, Ernstwalter Mitulski, Ullrich Haupt, Heinrich Troxbömker u. a.
- 1957: Das Postamt – Komposition: Bernd Alois Zimmermann; Regie: Friedhelm Ortmann (WDR)
  - Sprecher: Walter Richter, Wolf Osenbrück, Heinz Hilpert, Rudolf Therkatz, Heinz Schacht, Claus Hofer, Katinka Hoffmann u. a.
- 1961: Das Postamt – Komposition:	Rabindranath Tagore; Bearbeitung (Wort) und Regie:	Lothar Schluck (SWF)
  - Sprecher: Stefan Rabe, Horst-Werner Loos, Ernst Ehlert, Antje Hagen, Josef Meinertzhagen, Ludwig Haas u. a.
- 1972: Chitra – Komposition: Wolfgang Schoor; Dramaturgie: Maria Schüler; Regie: Peter Groeger (Rundfunk der DDR)
  - Sprecher: Ursula Staack, Jürgen Kluckert, Dieter Wien und Peter Bause